# Поддубная-Арнольди, Вера Алексеевна
Вера Алексеевна Поддубная-Арнольди (1902—1985) — советский ботаник-морфолог, цитоэмбриолог, доктор биологических наук, профессор.

## Биография
В 1925 году окончила биологический факультет Московского государственного университета.
Работала в лаборатории цитогенетических исследований Биологического института им. К. А. Тимирязева, организовала и руководила лабораторией цитогенетики и эмбриологии ВНИИ каучуконосов.
С 1934 года старший научный сотрудник лаборатории цитологии Всесоюзного института растениеводства. В 1936 году присуждена без защиты степень кандидата биологических наук.
В 1945 году защитила докторскую диссертацию на тему «Эмбриология покрытосемянных растений и её значение для систематики, селекции и генетики». В 1948 году присвоено звание профессора.
С 1950 года старший научный сотрудник Главного ботанического сада АН СССР.
Супруг — энтомолог Константин Владимирович Арнольди.
Похоронена на Пятницком кладбище.

## Избранные труды
Автор и соавтор около 200 работ, среди которых особенно значительны три фундаментальные монографии:
- Поддубная-Арнольди В. А. Общая эмбриология покрытосеменных растений. — М. : Наука, 1964. — 482 с.
- Поддубная-Арнольди В. А. Цитоэмбриология покрытосеменных растений : Основы и перспективы. — М. : Наука, 1976. — 507 с.
- Поддубная-Арнольди В. А. Характеристика семейств покрытосеменных растений по цитоэмбриологическим признакам. — М. : Наука, 1982. — 352 с.

## Награды и премии
- Премия имени В. Л. Комарова (1947) — за работу «Эмбриология покрытосемянных растений и её значение для систематики, селекции и генетики»